# Cantó de Bully-les-Mines
El cantó de Bully-les-Mines és un cantó francès del departament del Pas de Calais, situat al districte de Lens. Té 2 municipis i el cap és Bully-les-Mines.

## Municipis
- Bully-les-Mines
- Mazingarbe

## Història
| Data d'elecció                           | Identitat        | Partit | Qualitat |
| ---------------------------------------- | ---------------- | ------ | -------- |
| 1992-                                    | Michel Vancaille | PS     |          |
| les dades anteriors no són pas conegudes |                  |        |          |
|                                          |                  |        |          |

## Demografia
| A partir de 1990: Població sense dobles comptes |